# Nothing But Song
«Nothing But Song» es el sencillo-debut de la ex componente del grupo femenino del Reino Unido Sugababes, Siobhán Donaghy.

## El Sencillo
Nothing But Song es el primer sencillo de su álbum-debut "Revolution In Me". El sencillo se publicó el 10 de marzo del 2003 solamente en el Reino Unido y en formato vinilo, con lo que las ventas fueron escasas, y el sencillo fue un absoluto fracaso.
Debido a este primer fracaso, la cantante y London Records, su discográfica, decidieron suprimir esta canción como su primer sencillo oficial para elegir oficialmente "Overrated", su primer sencillo.

## Lista de canciones
CD 1 - Vynil Single
1. Nothing But Song [Radio Edit]
2. Nothing But Song [Vocal Mix]
3. Nothing But Song [12" Mix]

## Posiciones en las listas
| Listas (2003)      | Posiciones |
| ------------------ | ---------- |
| UK Top 75 Singles  | N/R        |
| UK Dance Charts    | 51         |
| UK Top 100 Airplay | 78         |

- Datos: Q3878743